# 瓦尔多尔维赛姆
瓦尔多尔维赛姆（法語：Waldolwisheim，法語發音：[valdɔlvisaim]）是法国下莱茵省的一个市镇，位于该省西部，属于萨韦尔讷区。

## 地理
瓦尔多尔维赛姆（48°43'58"N, 7°26'17"E）面积5.65 平方千米，位于法国大東部大區下莱茵省，该省份为法国大陆部分最东部的省份，是阿尔萨斯的一部分，今与上莱茵省组成了阿尔萨斯欧洲集体，其南至上莱茵省，西南接孚日省和默尔特-摩泽尔省，西接摩泽尔省，北与德国接壤，东侧沿莱茵河与德国相望。
与瓦尔多尔维赛姆接壤的市镇（或旧市镇、城区）包括：什泰因堡、阿尔特奈姆、代特维莱尔、菲尔绍森、吕普斯坦、蒙斯维莱、萨韦尔讷。
瓦尔多尔维赛姆的时区为UTC+01:00、UTC+02:00（夏令时）。

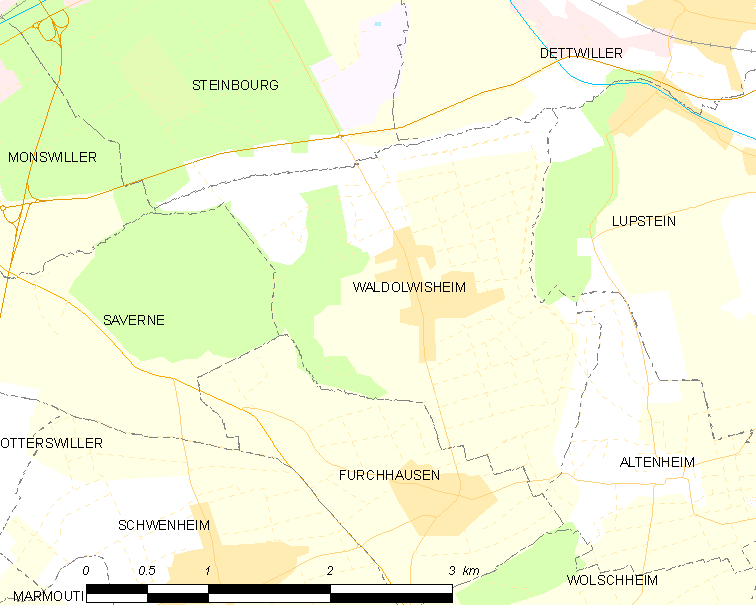
瓦尔多尔维赛姆的OSM定位图

## 行政
瓦尔多尔维赛姆的邮政编码为67700，INSEE市镇编码为67515。

## 政治
瓦尔多尔维赛姆所属的省级选区为萨韦尔讷县。

## 人口

1962-2008年间瓦尔多尔维赛姆人口变化图示

瓦尔多尔维赛姆于2022年1月1日时的人口数量为551人。